# Dolmens du Devès (Martiel)
Les dolmens du Devès sont trois dolmens situés à Martiel, dans le département français de l'Aveyron en France. Ce sont des dolmens de type simple. Ils ont tous conservés leur tumulus.
Ces trois dolmens dénommés du Devès ne doivent pas être confondus avec les deux dolmens dénommés Dolmens du Devès des Gleyettes situés sur la même commune.

## Dolmen du Devès N°1
C'est le plus grand des trois édifices. Le dolmen est entouré d'un tumulus allongé de 23 mètres de longueur pour 14 mètres de largeur, dans lequel il se situe légèrement à l'est. Les deux orthostates délimitent une chambre sépulcrale de 3 mètres par 1,45 mètre orientée selon l'azimut 61°. La table de couverture a disparu. 44° 25′ 12″ N, 1° 54′ 33″ E
| Dalle                                         | Longueur | Épaisseur | Largeur |
| --------------------------------------------- | -------- | --------- | ------- |
| Orthostate droit                              | 3,65 m   | 0,30 m    | 1,20 m  |
| Orthostate gauche                             | 3,65 m   | 0,32 m    | 1,10 m  |
| Chevet                                        | 1,40 m   | 0,10 m    | 0,90 m  |
| Données : Inventaire des mégalithes de France |          |           |         |

Selon l'Abbé Suquet, ce dolmen a été fouillé par M. Maruéjouls et l'Abbé Cérès. Caussanel et Arnal le décrivent sous le nom de Dolmen de Marin 3.

## Dolmen du Devès N°2
Le dolmen est enchâssé dans un tumulus de forme ovale (entre 16 et 20 mètres de périphérie). C'est un dolmen de petite taille, la chambre sépulcrale ne fait que 2 m². Elle est orientée selon l'azimut 113°. 44° 25′ 01″ N, 1° 54′ 43″ E
| Dalle                                         | Longueur | Épaisseur | Largeur |
| --------------------------------------------- | -------- | --------- | ------- |
| Table                                         | 2,90 m   | 0,35 m    | 1,80 m  |
| Orthostate droit                              | 2,45 m   | 0,50 m    | 1 m     |
| Orthostate gauche                             | 2,40 m   | 0,18 m    | 0,70 m  |
| Chevet                                        | 1,05 m   | 0,12 m    | 0,50 m  |
| Données : Inventaire des mégalithes de France |          |           |         |

Caussanel et Arnal le décrivent sous le nom de Dolmen de Marin 1 et le situent à tort sur la commune de Sainte-Croix. Il est classé au titre des monuments historiques en 1978.

## Dolmen du Devès N°3
Le tumulus est de forme ronde (entre 18 et 20 mètres de diamètre). Là encore, c'est un dolmen de petite taille, la chambre sépulcrale ne fait que 1,50 mètre par 0,80 mètre. Elle est orientée selon l'azimut 52°. La table a disparu et la dalle de chevet est réduite à un tout petit fragment.
| Dalle                                         | Longueur | Épaisseur | Largeur |
| --------------------------------------------- | -------- | --------- | ------- |
| Orthostate droit                              | 2 m      | 0,20 m    |         |
| Orthostate gauche                             | 1,50 m   | 0,10 m    |         |
| Données : Inventaire des mégalithes de France |          |           |         |